# Architektura renesansu w Hiszpanii

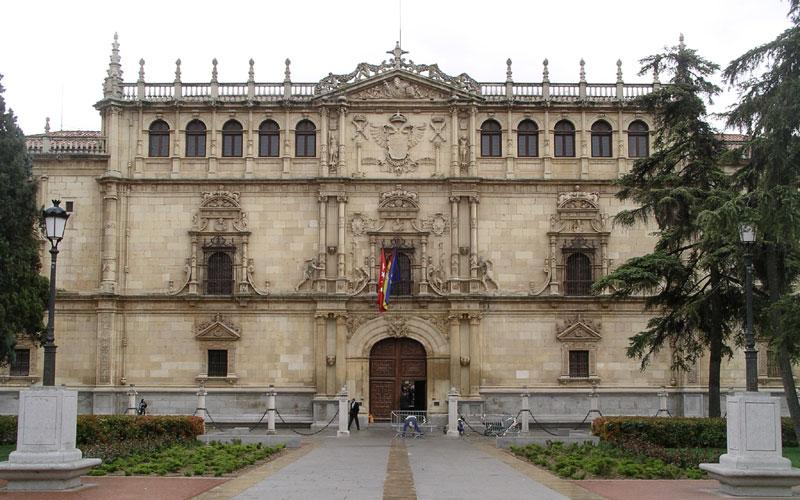
Uniwersytet w Alcalá de Henares

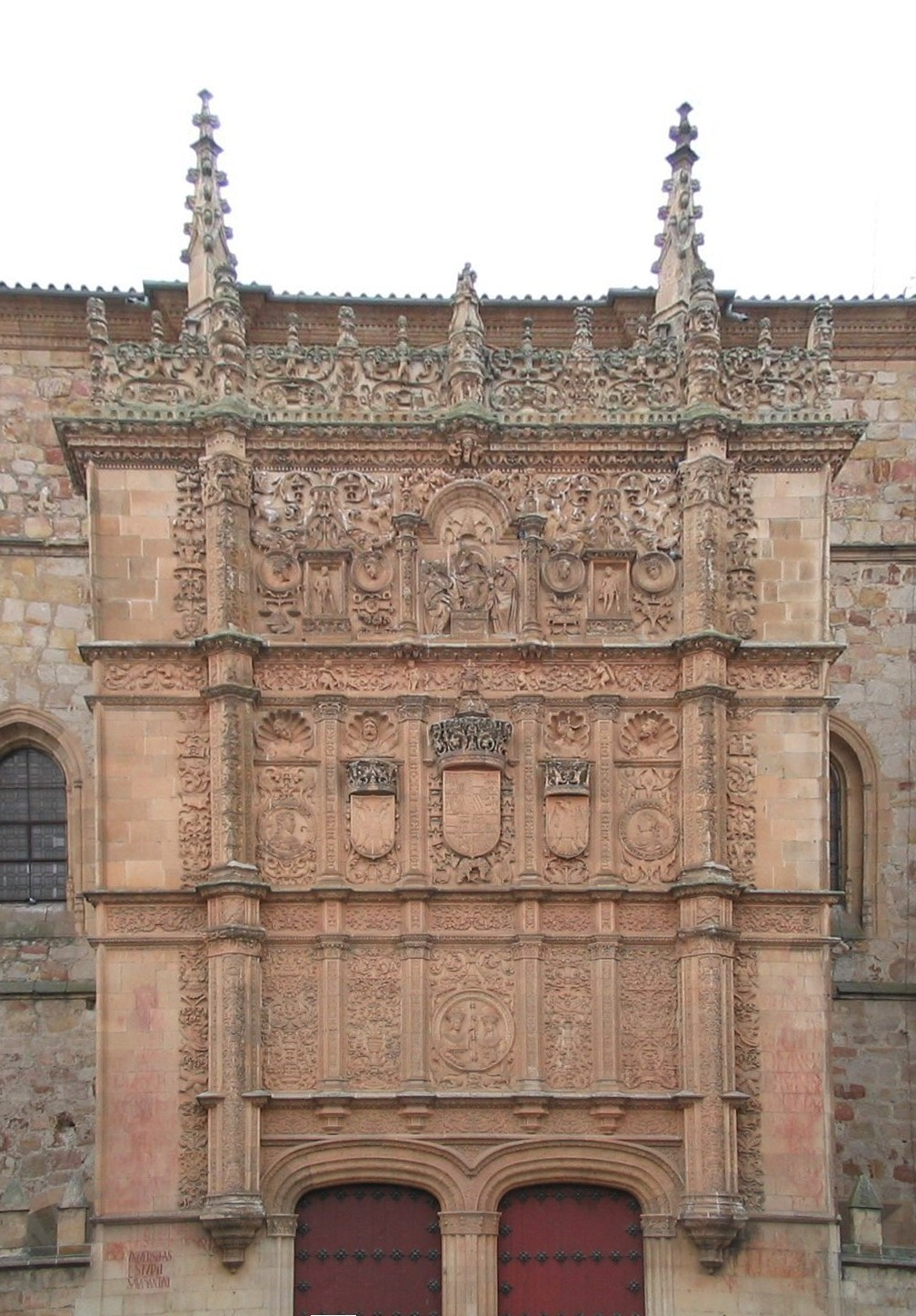
Uniwersytet w Salamance – portal

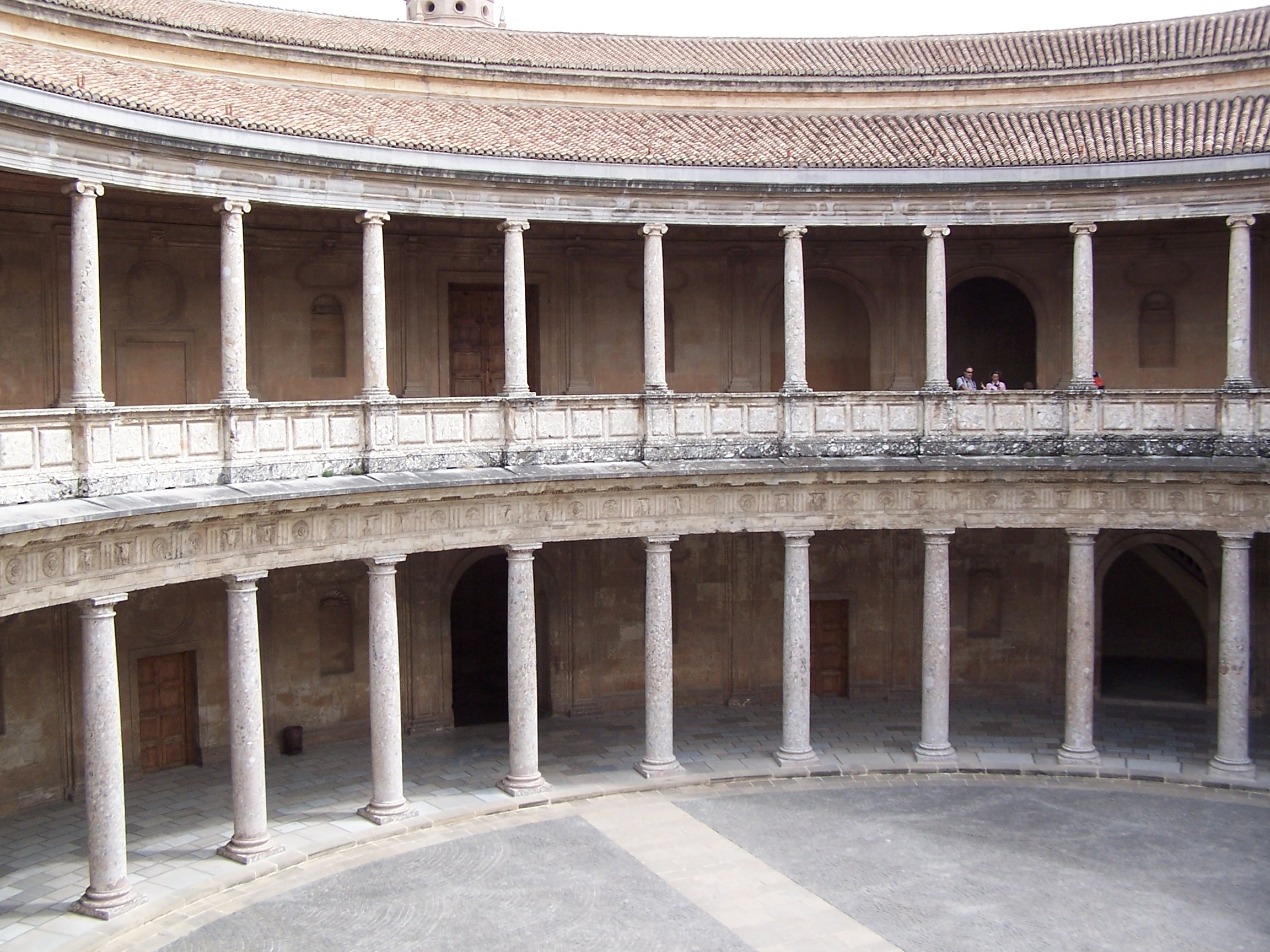
Dziedziniec pałacu Karola V w Granadzie

Przełom XV i XVI wieku to w czas zjednoczenia Hiszpanii oraz początek ekspansji na tereny położone w Ameryce Środkowej i Południowej. Budowa nowego państwa i dopływ środków materialnych (złota) to sprzyjający okres dla rozwoju kultury i sztuki.
Sztuka gotycka w Hiszpanii przetrwała właściwie do końca XV wieku przeradzając się w swoim okresie schyłkowym w mudejar. Połączenie tego stylu z napływającymi z Francji elementami dekoracyjnego flamboyant wytworzyło styl izabeliński, który został tak nazwany od imienia królowej hiszpańskiej Izabeli Katolickiej. Nowinki przyniesione na grunt hiszpański przez przybywających z Włoch mistrzów w połączeniu ze stylem mudejar i izabelińskim zaowocowało bardzo dekoracyjną i drobiazgową formą przypominającą wyroby złotnicze, nazwaną plateresco (estilo plateresco), czyli stylem złotniczym. Oprócz bardzo rozbudowanej dekoracji złożonej z wielu drobnych elementów cechą charakterystyczną architektury hiszpańskiej tego okresu jest stosowanie, zwłaszcza w budownictwie świeckim, łuku o linii podkowiastej albo o mocno spłaszczonej linii koszowej (elementy popularne w architekturze mauretańskiej).
Równolegle do plateresco powstają obiekty realizowane najczęściej przez włoskich budowniczych, które zachowują bardziej klasyczną formę (estilo greco-romano). Ten kierunek dominuje od połowy XVI wieku aż do początków XVII wieku. Pod koniec XVI uczniowie Juana de Herrery, zwłaszcza Francisco de Mora, propaguje styl określany jako estilo desornamentado lub herreryjskim. Był to ostatni okres renesansu, który cechował się architekturą surową, prawie pozbawioną dekoracji o monumentalnej bryle. Reakcją na ten styl, niezbyt odpowiadający mentalności hiszpańskiej preferującej kontrastowe kolory i żywą dekorację była architektura baroku.

## Architektura sakralna
Renesans w Hiszpanii to przede wszystkim architektura świecka. Budowane na początku XVI wieku kościoły (katedra w Salamance i Segowii) należą jeszcze do gotyku. Jedynie niektóre elementy dekoracyjne ujawniają wpływy renesansowe. Dopiero katedra w Grenadzie, zaprojektowana przez Diego de Siloé w roku 1528 na gotyckim planie, otrzymuje sklepienia oparte na filarach z pilastrami i półkolumnami o korynckich głowicach, oraz posiada renesansową fasadę (ukończoną przez Alonso Cano). Formy renesansowe otrzymują dopiero katedry:
- w Máladze, trójnawowa, z kopułami na żaglach, zaprojektowana przez Diego de Siloé (1538),
- w Jaén zaprojektowana przez Pedra de Vandelvira (1532)

## Architektura świecka
- estilo mudejar – większość budowli w stylu przejściowym powstała na południu kraju, w miastach o większych tradycjach mauretańskich. Do przykładów zabytków w tym stylu należą budynki Palacio de las Dueñas i Casa de Pilatos w Sewilli (casa hiszp. – dom).
- plateresco:
  - ratusz w Sewilli (ok. 1527) zaprojektowany przez Diego de Riaño
  - Uniwersytet i Pałac Arcybiskupa w Alcalá de Henares, zaprojektowane przez Rodrigo Gil de Hontanon
  - portal Uniwersytetu Escuelas Menores w Salamance, projekt Alonso de Covarrubias (1532)
- styl klasyczny (estilo greco-romano):
  - zamek Calahorra zbudowany w 1512 r. przez włoskiego architekta Antonio Aprile
  - pałac królewski Karola V zaprojektowany przez Pedro Machuca (1526) w Granadzie, budowla nigdy nie została zrealizowana w całości; dwupoziomowy pałac przylega od strony wschodniej do Alhambry
  - pałac królewski w Toledo – Alkázar, odbudowany po zniszczeniach (ok. 1548)
  - pałac królewski Escorial w pobliżu Madrytu (1563 – 1584) zaprojektowany przez Juana Bautistę de Toledo, budowę kontynuował jego uczeń Juan de Herrera
  - pałac w Aranjuez oraz Casa Lonja w Sewilli zbudowane przez Herrerę

## Literatura
- Tadeusz Broniewski, Historia architektury dla wszystkich, Wydawnictwo Ossolineum, 1990 r.
- David Watkin, Historia architektury zachodniej, Wydawnictwo Arkady 2006 r. ISBN 83-213-4178-0